# Arash Derambarsh

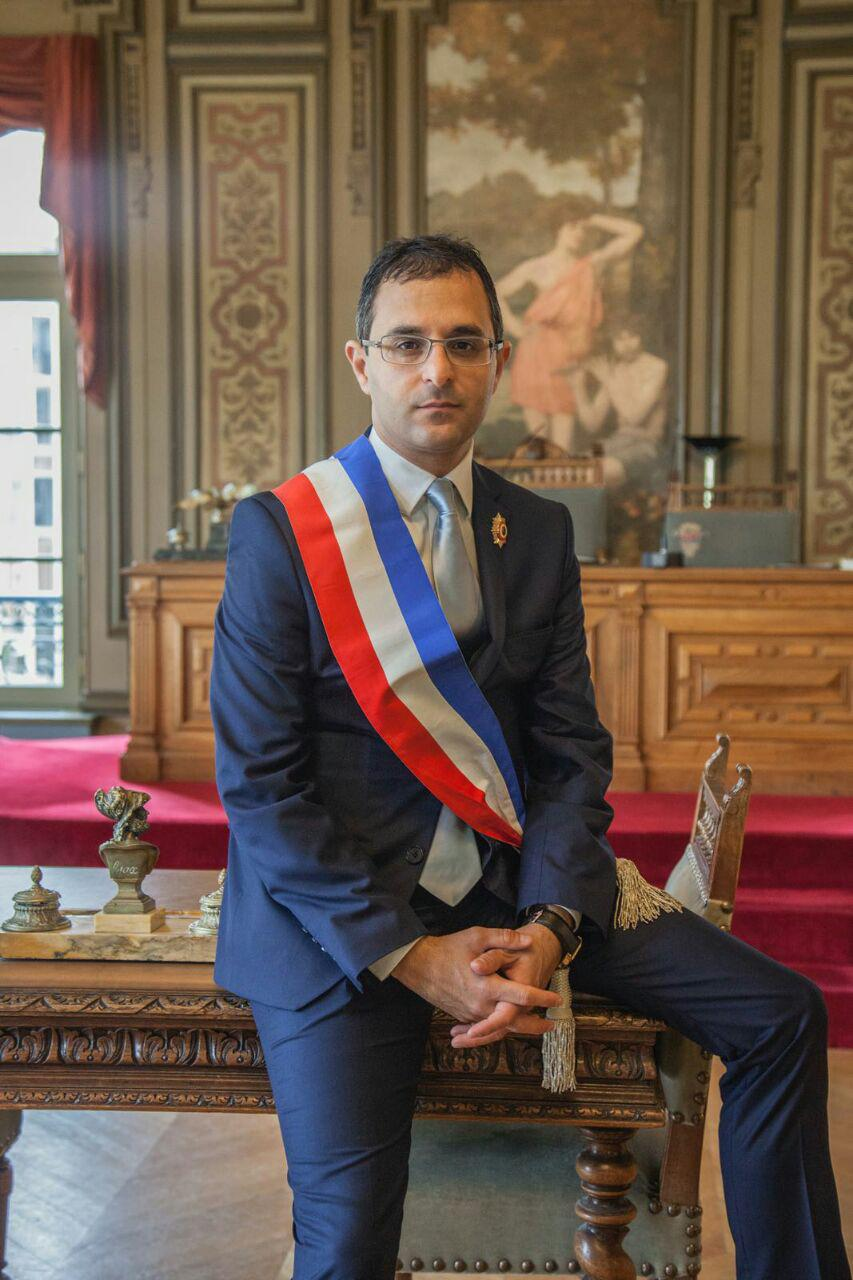
Arash Derambarsh

Arash Derambarsh (* 25. Juli 1979 in Paris) ist ein französischer Politiker und Schriftsteller.

## Politische Arbeit
Derambarsh Ziel war es, der Vernichtung von verwendbaren Lebensmitteln Einhalt zu gebieten. Er beobachtete, dass vor allen Dingen Supermärkte essbare Lebensmittel in großen Mengen wegwarfen. Er suchte nach einem legalen Weg, verwertbare Nahrungsgüter weiter verwenden zu können und entwickelte das Konzept, diese an armutsgefährdete Menschen zu verteilen. Dazu wurden in einer entsprechenden Kampagne 2100 Unterschriften gesammelt und in das Französische Parlament eingebracht.
Aufgrund dieser Eingabe wurde das Gesetz erlassen, dass Supermärkte, die eine größere Grundfläche als 4000 Quadratmeter haben, keine verwendbaren Lebensmittel wegwerfen dürfen. Weiterhin besagt das Gesetz, dass an französischen Schulen der korrekte Gebrauch von Nahrungsmitteln gelehrt wird.
Derambarsh veröffentlichte ein Buch mit dem Titel Manifeste contre le gaspillage alimentaire (Manifest gegen Lebensmittelverschwendung), das mit dem Edgar-Faure-Preis zum besten politischen Buch des Jahres ausgezeichnet wurde. 2016 zählte Derambarsh laut der Zeitschrift „Foreign Policy“ zu den 100 weltweit besten Denkern.